# Буковинський курінь Дієвої армії УНР
Буковинський курінь — українська добровольча військова частина, курінь Дієвої армії УНР, утворений у 1919 році. Сформована М. Топущаком з біженців з Буковини, які рятувались від терору румунських військ. У січні 1919 року Буковинський Курінь був вишколений і складався з трьох сотень стрільців, переважно студентів кіцманської та вижницької гімназій, і кількох старшин. Озброєння Куреня було австрійське, за винятком кількох російських кулеметів.
Буковинський Курінь було включено до складу  3-ї Стрілецької дивізії як третій курінь полку під командою полковника Павла Шандрука. Курінь зберіг свою назву, традицію буковинського війська і мав такий склад:
- три сотні піхоти по 120 стрільців під командою сотенних Е.Буцури, М.Лупашка і С.Григоряка;
- одну сотню кулеметну з 12-ма кулеметами та 70-ма кулеметниками, командир сотні В.Величко;
- чоту зв'язку з 35-ма стрільцями та чотирма дівчатами-санітарками, командир сотник Іван Пігуляк.

Буковинський курінь воював проти більшовицьких військ у складі Залізної дивізії Армії УНР. Командував куренем Омелян Кантемір. Курінь зазнав великих утрат у жовтні 1919 року в боях з денікінцями на Поділлі і був розформований, хоча його стрільці та старшини воювали в Дієвій Армії УНР до кінця українсько-більшовицької війни. Вони брали участь в обох Зимових Походах Армії УНР.
Курінь було створено на взірець Українських Січових Стрільців вихідцями з Буковини, які носили українську уніформу і діяли у складі Армії УНР.
Курінь, хоча й підлягав опіці Буковинської Ради в Станиславові і адміністративно належав до Української Галицької Армії (УГА), але фактично підлягав Дієвій Армії Української Народної Республіки і діяв у складі Залізної дивізії .

### Історія створення
3 листопада 1918 Буковинське Віче у Чернівцях одностайно висловилося за приєднання Північної Буковини до Української Держави, а вже 6 листопада представники Української Національної Ради перебрали в Чернівцях владу від останнього австрійського намісника Буковини графа Ерцдорфа. Над державними установами столиці краю замайоріли синьо-жовті прапори, а буковинські українці вперше за багато століть відчули себе господарями на рідній землі.
Втім, цей успіх був тимчасовий. Розквартирований у Чернівцях та у Вижниці леґіон Січових Стрільців під проводом Василя Вишиваного змушений був у перших числах листопада вирушити на захист загроженого польським наступом Львова, залишаючи Буковину без оборони. 11 листопада румунське військо під командою ґенерала Задіка зайняло Чернівці, а згодом, не зустрічаючи значного опору, окупувало цілий край. Український уряд Буковини був змушений еміґрувати до Галичини, де продовжував діяти аж до упадку Західно-Української Народної Республіки (ЗУНР) як «Буковинська Рада», представляючи інтереси буковинців перед урядом ЗУНР, а також на міжнародному форумі.
Саме в цей час група буковинських українців під проводом Миколи Топущака, разом з представником Директорії Української Народної Республіки (УНР) Сергієм Бублієнком звернулися до ґенерал-хорунжого Володимира Сальського з пропозицією створити окрему військову частину з добровольців із Буковини. Ґенерал Сальський виклопотав в уряду УНР дозвіл на організацію Буковинського Куреня, полагодив питання з його фінансуванням та озброєнням, і невдовзі М.Топущак та С.Бублієнко, отримавши чотири вагони військового спорядження, вирушили до Коломиї, де знаходилась команда Куреня. Збірна станиця для збору добровольців з Буковини була в Кутах, а запасний курінь під командою поручника Романа Ціпсера перебував в Городенці. Омеляна Кантеміра призначено ад'ютантом сотника Михайла Ціпсера, під командою якого працював штаб Куреня.

### Бойовий шлях куреня
Наприкінці січня 1919 року Буковинський Курінь був уже вишколений і мав три сотні стрільців. Однострій та озброєння Куреня були австрійські, за винятком кількох російських кулеметів. Курінь перейшов до Городенки, де сформував залогу міста та виставив на кордонах Буковини застави в Серафинцях, Стецеві, Залуччі, Снятині, Кобаках і Кутах.
23 травня 1919 Румунія, уклавши таємну угоду з Польщею, вислала ультиматум урядові ЗУНР, в якому вимагала відступити їй південно-східну частину Галичини по лінію Дністер — Нижнів — Ворохта, а 24 травня румунські війська під проводом ґенерала Задіка перейшли кордон у Кутах і Снятині і вдарили в запілля українській армії. Цей несподіваний удар румунів у спину УГА, яка вела в цей час боротьбу проти польської армії Ґаллера, спричинив не лише велику моральну шкоду нашій державі. Трагічно відбилося на боєздатності УГА й те, що в руки ворога потрапили стратегічні запаси озброєння та амуніції, вивезти які не було змоги.
Уряд ЗУНР був змушений покинути свою тимчасову столицю Станиславів і податися в напрямі річки Збруч, що відділяла Галичину від Великої України. Над Збручем Дієва Армія УНР була затиснута більшовиками між річками Збруч, Смотрич і Дністер.
В цей час Микола Топущак отримує депешу від ґенерала Сальського про те, що Армія УНР готується до наступу на Кам'янець-Подільський. Курінь вирушив з Городенки 24 травня і через тиждень прибув до Скали, де приєднався до військових частин УНР. Напередодні наступу група військ полковника О.Удовиченка мала такий склад:
- полк колишньої Синьої дивізії (полковник О.Вишнівський);
- Чорноморський полк (командир полковник Є.Царенко);
- окремий курінь (командир полковник Г.Чижевський);
- Буковинський Курінь у резерві під командою сотника М.Ціпсера та сотника-ад'ютанта О.Кантеміра.

31 травня група О.Удовиченка розпочала наступ на Оринин і, здобувши його, вийшла в тил рихтицької групи противника, а розбивши їх, група майже без боїв захопила Кам'янець.
В середині червня з групи військ полковника О.Удовиченка сформовано 3-ю пішу Стрілецьку дивізію, яка включала:
- 7-й Синій піший полк (600 багнетів) (командир полковник О.Вишнівський);
- 8-й Чорноморський полк (700 багнетів) (командир полковник Є.Царенко);
- 9-й Стрілецький полк (900 багнетів), створений із Запорізького загону та Буковинського Куреня (командир полковник, а згодом ґенерал-хорунжий Павло Шандрук);
- 3-я Гарматна бриґада (командир полковник Г.Чижевський).

До складу дивізії входили й інші частини. Командиром дивізії був полковник ґенерального штабу Олександр Удовиченко, помічником командира — полковник Володимир Ольшевський, начальником штабу — сотник ґенерального штабу Татаринців.
Буковинський Курінь зберіг свою назву, традицію буковинського війська і мав такий склад:
- три сотні піхоти по 120 стрільців під командою сотенних Е.Буцури, М.Лупашка і С.Григоряка;
- одну сотню кулеметну з 12-ма кулеметами та 70-ма кулеметниками, командир сотні В.Величко;
- чоту зв'язку з 35-ма стрільцями та чотирма дівчатами-санітарками, командир Іван Пігуляк.

Штабом Куреня керували: командир сотник Михайло Ціпсер, ад'ютант — сотник Омелян Кантемір, кадровий організатор — отаман Микола Топущак, котрий водночас мав функцію зв'язкового з полком і дивізією.
В складі дивізії Курінь вів успішні бої на півдні Поділля

## Військовики Буковинського Куреня 1918—1919 рр
- Буцура Е. — сотник
- Величко В. — сотник
- Гакман Степан — стрілець, учень Вижницької гімназії.
- Галицький Теофіль — четар, родом з Садаґури, починаючи з 1911 р. був учителем в Чернівцях (тепер СШ № 5). Весною 1920 р. повернувся на Буковину, невдовзі захворів і помер в Садаґурі.
- Галіп Степан — стрілець, учень Вижницької гімназії.
- Гніздовський Олександр — бунчужний, народився в Миткові над Дністром 8 січня 1872 р. в родині дяка.
- Григоряк С.  — сотник, курінний отаман Буковинського Куреня після загибелі Омеляна Кантеміра, родом з с. Іспас, член академічного козацтва «Запороже», помер у Чехословаччині.
- Зав'янський Микола — сотник
- Ілюк Маруся — медсестра.
- Кантемір Омелян — сотник, курінний Буковинського Куреня, загинув у липні 1919 року в боях за станцію Вапнярка і Крижопіль. Похований в м. Могилеві.
- Костинюк Осип — стрілець, професор Вижницької гімназії, член академічного козацтва «Запороже».
- Кракалія Ц. — стрілець, учень Вижницької гімназії.
- Лупашко М. — сотник
- Молчанський П. — поручник
- Пігуляк Іван — сотник, член академічного товариства «Союз», головний редактор журналу «Промінь» в 1922-23 рр., в 1920-х рр. еміґрував до Канади. Автор ряду публіцистичних праць, зокрема «Українська православна церква в румунськім ярмі і буковинці в Канаді» (1927). Помер в США в 1970-х рр.
- Садаґурський Кость — стрілець, учень Вижницької гімназії.
- Тимчук Микола — поручник
- Томоруг Микола — поручник, вчитель.
- Топущак Микола — сотник, курінний отаман, народний вчитель у Великому Кучурові, делеґат від Буковини на ювілейний конґрес «Просвіти» в 1909 р.. Один із засновників товариства «Руський Міщанський Хор», член товариства «Український Народний Дім» в Чернівцях, ювілейна хроніка якого за 1934 р. згадує про М.Топущака як про учителя в Києві на той час.
- Турушанко В. — хорунжий
- Ціпсер Михайло — сотник, начальник штабу і командир Буковинське, о, Куреня. В 1930-х рр. священик в с. Реваківці на Кіцманщині, організатор української кооперативи.
- Ціпсер Роман — поручник
- Цурканович Теофіль — сотник
- Шумка Василь Миронович — стрілець, згодом вчитель у Стрілецькому Куті та організатор Буковинського Куреня в БУСА (псевдо Василь Луговий).